# Arkma
Arkma est un village de la Commune de Türi du Comté de Järva en Estonie.
Au 31 décembre 2011, il compte 51 habitants.